# حزب النهضة والفضيلة
حزب النهضة والفضيلة حزب مغربي تأسس في 25 ديسمبر 2005 هو حزب «النهضة والفضيلة» بقيادة « الأستاذ محمد كفيل » الأمين العام للحزب الذي يضم في عضويته أعضاء من ثلاثة أحزاب هي «الاستقلال»، و«الشورى والاستقلال»، و«التجمع الوطني للأحرار»؛ وذلك بعد خروجهم عن صفوف حزب العدالة والتنمية الذي يشكل أكبر قوة معارضة في البرلمان المغربي. وعن مرجعية الحزب أوضح المرحوم محمد الخالدي الأمين العام السابق للحزب و مؤسسه ، أن حزب النهضة والفضيلة هو حزب وطني ديمقراطي يستمد مبادئه من الإسلام، وقال: «الديمقراطية هي مطلب أساسي لإقامة دولة القانون»، وأضاف: «في حزب النهضة والفضيلة قررنا أن تكون المرجعية الإسلامية برنامجا وليس غاية»، وينص الميثاق التأسيسي للحزب على أن «حزب النهضة والفضيلة حزب وطني ذو مرجعية إسلامية تستند على مشروع رؤية تستدعي أسئلة العصر».
و المرحوم محمد الخالدي، المؤسس و الأمين العام السابق لحزب النهضة والفضيلة، عضو قديم في الحركة الشعبية الدستورية الديمقراطية، وهو الاسم الأسبق لحزب العدالة والتنمية قبل أن يدخله أعضاء من حركة التوحيد والإصلاح بموافقة وتفاهم مع الدكتور عبد الكريم الخطيب مؤسس الحزب في يونيو 1996، مع مرور الوقت بدأ «الخالدي» يشعر بنوع من العزلة والحصار، لكن خليدي استمر في دأبه حتى تولى مسئولية «جريدة العصر» لسان العدالة والتنمية، ثم انتخب عضوًا لأمانة الحزب في المؤتمر الرابع للحزب؛ ولذا سعى إلى تأسيس تيار يوازن به تيار حركة التوحيد والإصلاح داخل الحزب، ويضغط به على الحزب في المؤتمر الوطني الخامس الذي عقد في شهر إبريل 2003، والحصول على نسبة محددة في المجلس الوطني والأمانة العامة، لكنه فشل في ذلك، ولم يحصل على الأصوات اللازمة لعضوية الأمانة العامة، لكن الأمين العام الجديد الدكتور سعد الدين العثماني ألحقه بالأمانة العامة برفقة عضوين آخرين، وبعد الاختلاف الدائم في وجهات النظر بين التيارين المتواجدين في الحزب مضى نحو تأسيس حركة في مقابل حركة التوحيد والإصلاح سماها حركة «اليقظة والفضيلة» كنواة لحزب مقبل، وهذا ما أنجزه يوم 25 (دجنبر) ديسمبر 2005 رفقة عدد من الفعاليات السياسية المغربية الاتية من احزاب أخرى محافظة من بينها المهندس خليل معروف والدكتور عبد القادر التلاث وكذلك الدكتور حمزة الكتاني شقيق المعتقل السياسي العلامة حسن الكتاني
يضم المكتب السياسي للحزب اطر عليا من دكاترة ومهندسين وجامعيين وعلماء ومنهم من نجع في ولوج المؤسسة التشريعية المغربية
و لقد تم الحاق مجموعة من وجوه التيار السلفي من أمثال محمد عبد الوهاب الرفيقي (أبو حفص) الذي أصبح نائب أمين عام الحزب.

## وصلات خارجية
- الموقع الرسمي partirv.com